# Мбанза Конго
Мбанза Конго (на португалски: M'Banza Kongo) е град в северозападна Ангола, столица на провинция Зайре. Разположен е близо до границата с Демократична република Конго. Населението на Мбазна Конго е около 30 000 души. Край града минава река Луези.